# فرد آستر
فرد آستر (انگلیسی: Fred Astaire؛ زادهٔ ۱۰ مهٔ ۱۸۹۹ – درگذشتهٔ ۲۲ ژوئن ۱۹۸۷) رقصنده، طراح رقص، خواننده و بازیگر فیلم‌ها و تئاتر برادوی آمریکایی بود. او ۷۶ سال بر روی صحنه و همین‌طور صنعت فیلم‌سازی مشغول به کار بود و در طی این مدت ۳۱ فیلم موزیکال ساخت. استیر از طرف موسسهٔ فیلم آمریکا به عنوان «پنجمین ستارهٔ بزرگ در تمام دوران‌ها در صنعت فیلم‌سازی» انتخاب شد.
فعالیت‌های او در هنر رقص، طراحان رقص بسیاری، همانند مایکل جکسون را تحت تأثیر قرار داد.
وی برادر ادلر استیر بود.

## گزیده فیلم‌شناسی
- خانم رقصنده (۱۹۳۳)
- پرواز به ریو (۱۹۳۳)
- طلاق خوش (۱۹۳۴)
- روبرتا (فیلم 1935)
- کلاه سیلندری (۱۹۳۵)
- ناوگان را دنبال کنید (۱۹۳۶)
- چرخش زمان (۱۹۳۶)
- آیا می رقصیم (۱۹۳۷)
- دختری در پریشانی (فیلم 1937)
- بی خیال (۱۹۳۸)
- داستان ورنون و قلعه ایرنه (۱۹۳۹)
- ملودی برادوی 1940 (۱۹۴۰)
- گروه کر دوم (۱۹۴۰)
- شما هرگز ثروتمند نخواهید شد (۱۹۴۱)
- مسافرخانه تعطیلات (۱۹۴۲)
- دوست‌داشتنی‌تر از این نبودی (۱۹۴۲)
- آسمان‌های آبی (۱۹۴۶)
- رژه عید پاک (۱۹۴۸)
- بیایید برقصیم (فیلم 1950)
- عروسی سلطنتی (۱۹۵۱)
- واگن دسته موزیک (۱۹۵۳)
- بابا لنگ‌دراز (۱۹۵۵)
- مضحک‌روی (۱۹۵۷)
- جوراب ابریشمی (۱۹۵۷)
- آلوکا برتر (۱۹۶۳-۱۹۶۱)
- دکتر کیلدر (۱۹۶۵)
- آسمانخراش جهنمی (۱۹۷۴)

## جوایز و افتخارات
- برنده گلدن گلوب بهترین بازیگر کمدی یا موزیکال برای فیلم سه کلمه کوچک در سال ۱۹۵۰

## واژه‌نامه
1. ↑  Phyllis Livingston Potter
2. ↑  Robyn Smith